# 铁热木镇
铁热木镇，是中华人民共和国新疆维吾尔自治区喀什地区岳普湖县下辖的一个乡镇级行政单位。
2014年，新疆维吾尔自治区人民政府批复同意撤销铁热木乡建制，设立铁热木镇。

## 行政区划
铁热木镇下辖以下地区：
依勒提孜力克村、库勒都买里斯村、喀拉托格拉克村、协开尔村、库台克力克村、阔纳吾斯塘村、山格力齐村、吐孜央塔克村、赛福科瑞克村、玛什英恩孜村、英吾斯坦村、莫尕勒村和扎热特村。